# Джексон, Кевин
Кевин Андрэ «Молния» Джексон (англ. Kevin Andre "Lightning" Jackson; род. 22 ноября 1964, Финикс) — американский борец вольного стиля, чемпион Олимпийских игр, двукратный чемпион мира, трёхкратный обладатель Кубка мира, панамериканский чемпион, двукратный чемпион Панамериканских игр, трёхкратный чемпион США (1991, 1993, 1995).

## Биография
Начал заниматься борьбой в 1978 году в Лансинге. В 1982 году в первый раз победил на чемпионате штата Мичиган в соревнованиях по греко-римской борьбе, затем подтвердил своё звание.
Поступил в Университет Луизианы, во время обучения трижды завоёвывал титулы национального чемпиона по версии All-American. На последнем курсе борец перешёл в Университет Айовы и в составе его команды в 1987 году добился второго места по версии NCAA
В 1990 году стал чемпионом Панамериканского чемпионата. На следующий год подтвердил своё звание панамериканского чемпиона, выиграв Панамериканские игры, а также стал чемпионом мира.
На Летних Олимпийских играх 1992 года в Барселоне боролся в категории до 82 килограммов (средний вес). Участники турнира, числом в 30 человек в категории, были разделены на две группы. За победу в схватках присуждались баллы, от 4 баллов за чистую победу и 0 баллов за чистое поражение. В каждой группе определялись пять борцов с наибольшими баллами (борьба проходила по системе с выбыванием после двух поражений), они разыгрывали между собой места с первое по десятое. Победители групп встречались в схватке за первое-второе места, занявшие второе место — за третье-четвёртое места и так далее. Кевин Джексон дошёл до финала, где победил со счётом 1-0 Эльмади Жабраилова. Последний утверждает, что потерпел поражение в результате предвзятого судейства 
| Круг  | Соперник            | Страна               | Результат | Основание     | Время схватки |
| ----- | ------------------- | -------------------- | --------- | ------------- | ------------- |
| 1     | Себахаттин Озтюрк   | Турция               | Победа    | 1-0 (3 балла) |               |
| 2     | Роберт Костецкий    | Польша               | Победа    | 4-3 (3 балла) |               |
| 3     | Давид Холь          | Канада               | Победа    | 3-2 (3 балла) |               |
| 4     | Франциско Иглесиас  | Испания              | Победа    | 8-0 (3 балла) |               |
| 5     | Расул Хадем Азгадхи | Иран                 | Победа    | 3-1 (3 балла) |               |
| Финал | Эльмади Жабраилов   | Объединённая команда | Победа    | 1-0 (3 балла) | 6:54          |

В 1993 году завоевал Кубок мира, а на чемпионате мира остался лишь четвёртым. В 1994 году был бронзовым призёром розыгрыша Кубка мира и лишь 11-м на чемпионате мира. В 1995 году вернул себе Кубок мира, победил на Панамериканских играх и во второй раз стал чемпионом мира, вновь победив Эльмади Жабраилова.
По итогам 1995 года стал обладателем приза Джона Смита, вручаемого лучшему борцу-вольнику года в  США.
На Летних Олимпийских играх 1996 года в Атланте не выступал ввиду травмы.
В 1997 году ещё раз завоевал Кубок мира, в 1998 году победил на Кубке Тахти в Тегеране и завершил карьеру в борьбе. С 1997 года выступал на соревнованиях по смешанным боевых единоборствам, в 1997 году был победителем 14-го чемпионата по версии Ultimate Fighting Championship. Всего за время выступлений  (1997—1998) участвовал в шести поединках, в четырёх победил, в двух проиграл.
С 1998 по 2001 год был главным тренером армии США по борьбе. С 2001 по 2008 год был тренером национальной сборной США по вольной борьбе. С 2009 года является главным тренером Университета Айовы по борьбе.
Член международного Зала славы борьбы, член национального Зала славы борьбы. Член национального Зала славы борьбы. 
Живёт в Колорадо-Спрингс с женой и тремя детьми.